# Amancio Ortega
Amancio Ortega Gaona, född 28 mars 1936 i Busdongo de Armas i provinsen León i Spanien, är en spansk textilentreprenör och en av de rikaste personerna i världen.
Amancio Ortega är grundare av Inditex, som bland annat äger klädkedjan Zara. Han föddes i en familj i små ekonomiska omständigheter. Hans far var järnvägsarbetare och hans mor husa. Amancio Ortega började arbeta som springpojke i en skjortaffär i A Coruña som fjortonåring. År 1963 startade han och den dåvarande hustrun Rosalía Mera en syateljé, som sydde mönstrade städrockar, och 1975 öppnade paret sin första klädesbutik i A Coruña, vilken blev grunden för klädkedjan Zara.
Amancio Ortega bor i A Coruña, där Inditex har sitt huvudkontor. Han var gift med Rosalía Mera 1966–86 är gift i andra äktenskapet med Flora Pérez Marcote. Han har tre barn, däribland med Rosalía Mera äldsta dottern Sandra Ortega samt med Flora Pérez den yngsta dottern Marta Ortega Pérez, som utpekas som arvtagare till klädkoncernen.
I oktober 2015 bedömde Forbes Amancio Ortega som världens rikaste person, med en förmögenhet på 79,8 miljarder dollar (665 miljarder kronor). Han har i begränsad omfattning ägnat sig år välgörenhet i Fundación Amancio Ortega.
Ortega äger motoryachterna Drizzle och Valoria B.